# Congregazione di Santa Croce
La Congregazione di Santa Croce (in latino Congregatio a Sancta Cruce) è un istituto religioso maschile di diritto pontificio: i membri di questa congregazione clericale pospongono al loro nome la sigla C.S.C.

## Storia

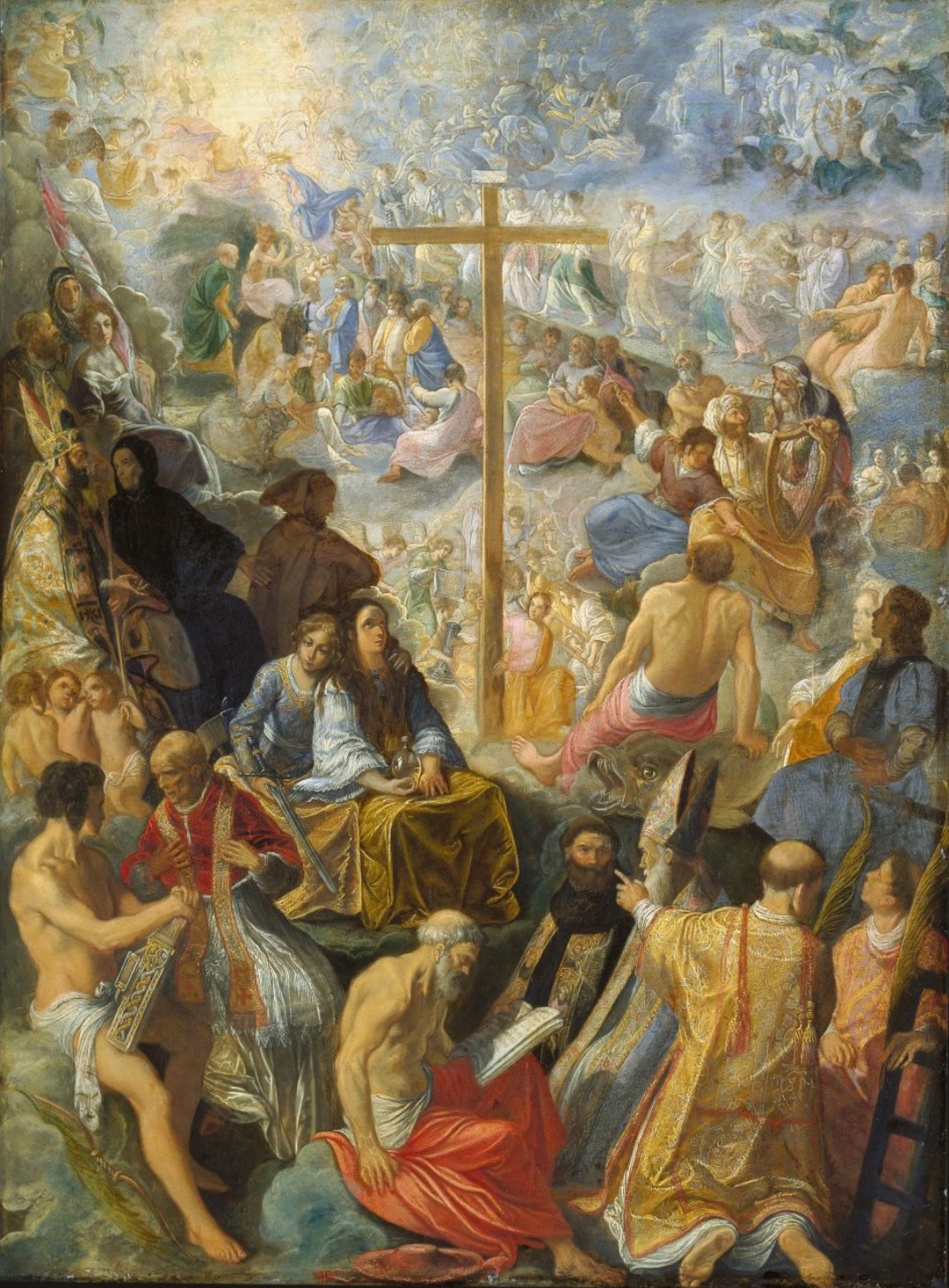
L'esaltazione della Croce: dipinto di Adam Elsheimer

La congregazione deriva da due istituti distinti: i Fratelli di San Giuseppe di Ruillé-sur-Loir, fondati nel 1820 da Jacques-Francois Dujarié (1767-1838) per l'istruzione elementare, e gli ausiliari del clero diocesano, una compagnia di sacerdoti diocesani fondata nel 1835 da Basile Moreau (1799-1873) per la predicazione delle missioni popolari nelle parrocchie rurali della diocesi di Le Mans e l'insegnamento superiore. Quando Moreau, professore presso il seminario maggiore di Le Mans, assunse la direzione anche dei Fratelli di San Giuseppe, decise di unire il ramo clericale e quello laicale nell'Associazione di Nostra Signora di Santa Croce (da Sainte-Croix, il quartiere di Le Mans dove venne stabilita la sede dell'associazione), che ebbe formalmente inizio il 1º marzo 1837 (considerata la data di fondazione dell'istituto).

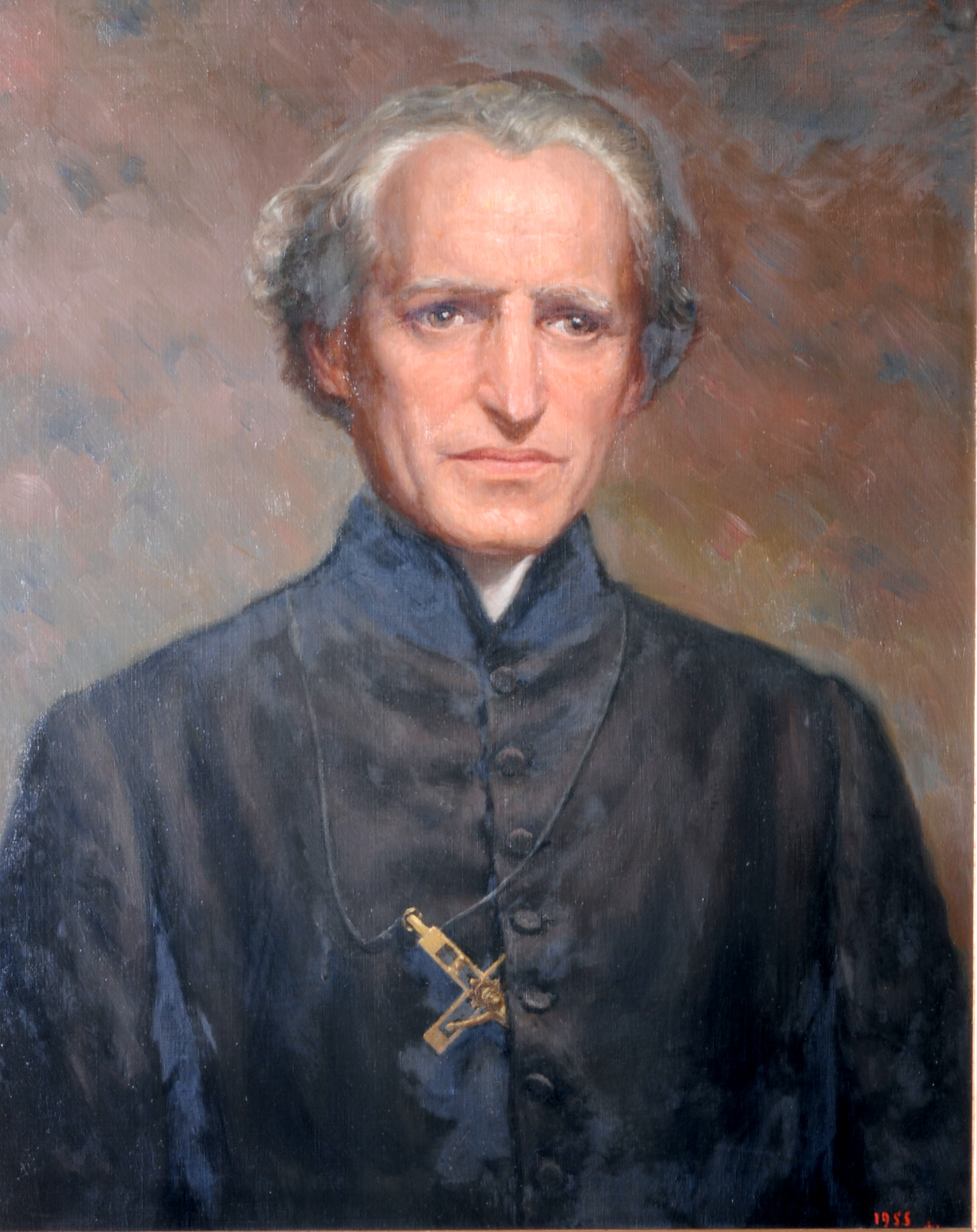
Basile Moreau

In origine non erano previsti voti e solo il 15 agosto 1840 il fondatore, assieme a quattro compagni, fece la sua professione. Moreau volle aggiungere ai due rami maschili uno femminile, le Suore Marianite di Santa Croce, sorto nel 1841, da cui ebbero origine le Suore della Santa Croce (nell'Indiana) e le Suore della Santa Croce e dei Sette Dolori (nel Québec).
Sorto come istituto insegnante, presto la Congregazione di Santa Croce iniziò a dedicarsi all'apostolato missionario (nel 1840 vennero aperte filiali in Algeria, nel 1841 negli Stati Uniti d'America): la congregazione passò così alle dipendenze della Congregazione de Propaganda Fide, che le concesse il decreto di lode il 25 maggio 1856. Le costituzioni della congregazione vennero approvate dalla Santa Sede 13 maggio 1857.
Basile Moreau è stato beatificato nel 2007.

## Attività e diffusione
I membri dell'istituto sono dediti al ministero pastorale (soprattutto alla predicazione e all'apostolato missionario), all'istruzione e ad altre opere di promozione sociale.
La congregazione è attiva in Europa (Francia, Italia), nelle Americhe (Brasile, Canada, Cile, Haiti, Messico, Perù, Stati Uniti d'America), in Africa (Ghana, Kenya, Tanzania, Uganda) e in Asia (Bangladesh, India, Filippine); la sede generalizia è a Roma.
Alla fine del 2005 la congregazione contava 232 case e 1.573 religiosi (dei quali 752 sacerdoti).